# Villereau, Loiret

Villereau este o comună în departamentul Loiret din centrul Franței. În 1 ianuarie 2022 avea o populație de 401 de locuitori.